# Orosh alközség
Orosh alközség közigazgatási egység Északkelet-Albániában, a Mirdita-fennsíkon, Lezha városától légvonalban 33, közúton 63 kilométerre kelet–északkeleti irányban. Lezha megyén belül Mirdita község egyik alközsége. Központja Reps, további települései pedig Blinisht, Bulshar, Grykë-Orosh, Gur i Bardh, Gurth-Spaç, Kodër-Spaç, Kullaxhi, Lajthiza, Lgjin, Mashtërkor, Ndërshen, Nënshejt, Peshqesh, Planeta és Shëmria. A 2011-es népszámlálás alapján az alközség népessége 1899 fő.
A terület történelmi központját, Orosht (ma Grykë-Orosh) lakói mára javarészt elhagyták, de a 14. századtól fontos római katolikus vallási központ, apátsági székhely, a 18. századtól pedig a Mirdita-vidék politikai központja volt. A történelmi település neve származott át a mai Orosh alközségre.

## Történelme
Orosh és templomának első említése 1319-ből ismert, mint az albániai bencések egyik legjelentősebb központja. A település az újkortól már a római katolikus mirdita törzsbeliek központjaként volt ismert, a 18. század elejétől itt álltak örökletes politikai és katonai vezetőjük, a kapitány (kapedan) vagy herceg (prenk, preng) és nemzetségének lakóházai. 1888/1889 fordulóján templomuk, a Hegyi Szent Sándor-apátság (Abacia a Shën Llezhdrit në Malin, latinul Sanctus Alexander in Monte) az egyházmegyéktől független, közvetlenül a Szentszék alá rendelt, püspöki rangú területi apátság (korabeli kifejezéssel nullius apátság) főtemploma lett. Az első világháborút követően, 1921 júliusában a jugoszláv politikai támogatással kikiáltott Mirditai Köztársaság több ízben kiterjesztette fennhatóságát a területre, de az albán kormánycsapatok mindannyiszor kiverték a szakadárokat, augusztusban pedig megtorlásul hatvan oroshi házat felgyújtottak. A második világháború során, egy mirdita felkelést követően, 1940 augusztusában az országot megszálló fasiszta olasz hatóságok Orosht ismét felégették. A pártállami diktatúrában végleg elveszítette történeti jelentőségét a terület, a mirdita kapitány intézménye megszűnt, majd az oroshi apátság is elveszítette önállóságát. A Mirdita-vidék gazdasági, kulturális és vallási központja mára Rrëshen lett.

## Látnivalói

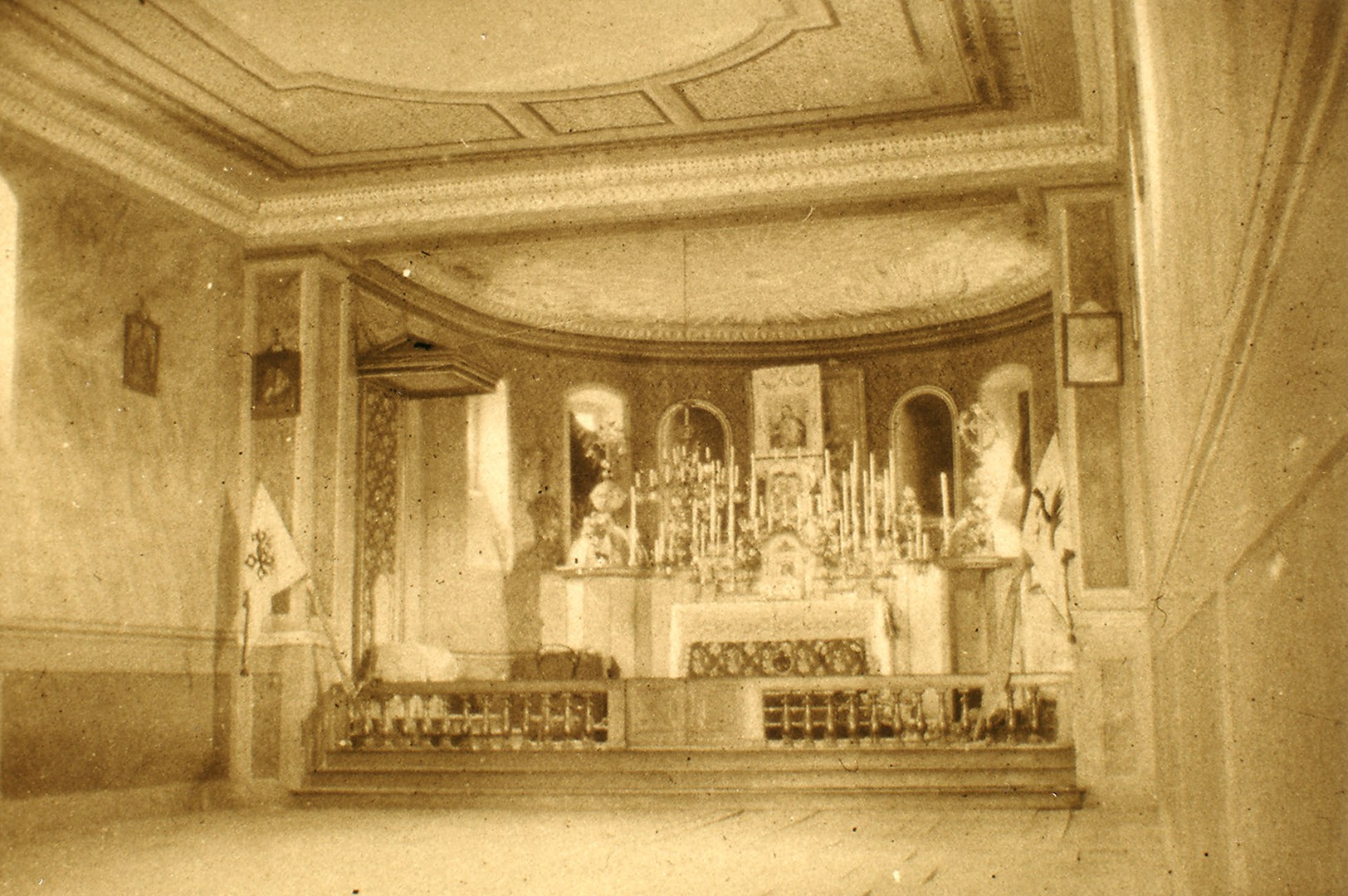
Az oroshi apátsági templom belső tere 1905-ben, Nopcsa Ferenc fotóján

Az egykori Orosh, a mai Grykë-Orosh egykori fényéről tanúskodó épületeknek már az alapjait sem lehet megtalálni. Az egyedüli látnivalóul az eredetileg a 16. században épült, majd 1994–1995-ben újra felépített Hegyi Szent Sándor-templom szolgál. Az alközség további látnivalói közé tartozik a kommunizmus éveiben hírhedtté váló spaçi börtön, valamint a Grykë-Oroshtól 2 kilométerre északkeletre található, nehezen járható úton elérhető, a hegyektől közrezárt Nënshejt falucska, amely festői elhelyezkedése mellett 16. századi templomáról is nevezetes.